# 埃奇伍德 (新墨西哥州)
埃奇伍德（英語：Edgewood）是一個位於美國新墨西哥州伯納利歐縣、桑多瓦爾縣及聖菲縣的城鎮。

## 人口
根據2020年美國人口普查的數據，埃奇伍德的面積為147.15平方千米，當中陸地面積為147.10平方千米，而水域面積為0.05平方千米。當地共有人口6174人，而人口密度為每平方千米42人。